# 胸腺

该图表显示了胸腺的位置

胸腺是动物的初级淋巴器官。人体內的其中一種腺體，部分骨髓免疫细胞（例如T细胞）在此成熟。
胸腺位于胸骨柄后方，上纵膈前部，左右兩肺葉之間，甲狀腺下方，由两叶不对称的淡红色或略带黄色的薄片样组织构成。以前人們把胸腺和闌尾一樣看待，認為是一個演化過程中的痕迹器官。随着近半世纪以來免疫學的進展，才認識到胸腺在人體免疫功能中的重要作用。
人胸腺的大小和结构随年龄的不同而有明显差异。胸腺出现于胚胎第9周，在胚胎第20周发育成熟，已具有正常胸腺的结构，是最早發育的免疫器官。新生期胸腺约重15－20g，至青春期可达30－40g。青春期以后，胸腺随年龄增长而逐渐萎缩，表现为胸腺细胞减少，间质细胞增多，并含有大量脂肪细胞。老年期胸腺萎缩，多被脂肪组织取代，功能衰退，造成细胞免疫力下降，机体容易发生感染和肿瘤。

## 结构
胸腺有结缔组织包被；胸腺由外层皮质、内层髓质组成；表面的被膜结缔组织伸入胸腺成为胸腺隔，形成许多不完全分隔的小叶；外层皮质主要由淋巴细胞（胸腺细胞）和上皮网状细胞密集构成。
皮质外层的胸腺细胞最大，可见到淋巴细胞的有丝分裂；皮质中层的中等，深层的很小，并可见到细胞的退化解体。上皮网状细胞，有些胞质中具有泡状结构，内含的半透明物质，可能是分泌的胸腺素。髓质中有各种胸腺小体，是胸腺的特有结构，由上皮网状细胞呈同心圆排列组成，中心为角质化或透明变性的破碎细胞，还常有巨噬细胞。
此外，胸腺髓质中有散在的类肌细胞（单核横纹肌细胞），在鸟的胸腺中较多，幼年哺乳动物中较多，随年龄增长逐渐减少。

### 血管
胸腺的血管有两种结构：
- 血-胸腺屏障：由皮质毛细血管、上皮网状细胞组成。使血液、胸腺之间的物质交换受到一定限制。主要由无孔连续性毛细血管内皮、基膜、毛细血管周围组织间隙内的巨噬细胞、毛细血管周围上皮网状细胞形成的连续上皮鞘、近血管侧的完整基膜形成。屏障保护淋巴细胞在抗原物质难以进入的胸腺环境中增殖分化。

- 毛细血管后微静脉：位于髓质外周；血液中的淋巴细胞穿过血管内皮细胞（呈立方形或柱状）或内皮细胞间进入胸腺；在胸腺中分化的T细胞，也从通道进入血流到达外周淋巴器官。

## 功能

### 免疫

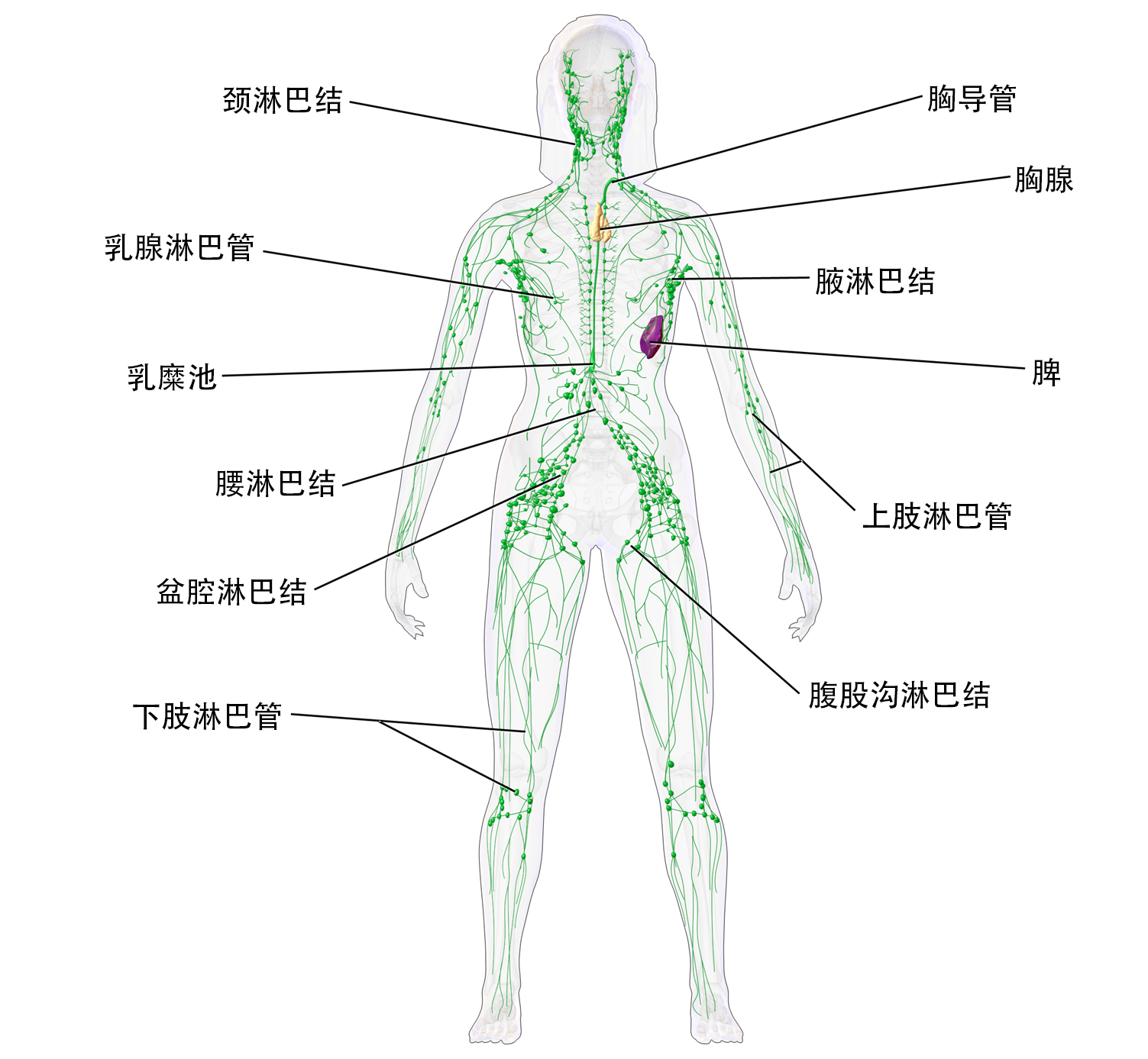
淋巴系統中的胸腺

血液中的淋巴细胞，70-80%為T淋巴细胞（T细胞）。它們源自於骨髓裡的造血幹細胞(Hematopoietic stem cell)，被血液送到胸腺裡，受胸腺激素的誘導，成為成熟但還沒有免疫功能的T细胞，再把它們送到脾臟、淋巴系统和其他器官，讓它們在那裡受胸腺激素的影響進一步成熟，隨時準備抵抗各種對人體有害的敵人。胸腺激素還能提高淋巴细胞的防禦能力，誘導B细胞（一種淋巴细胞）成熟。

### 内分泌
胸腺、甲状旁腺都由咽囊发生；胸腺瘤能产生类促肾上腺皮质素、类胰岛素、类胰高血糖素、类降钙素等激素样物质；对脑下垂体细胞有暂时刺激作用，延缓骨的成熟、骨的重量、体积及钙含量减少。
胸腺本身受多种激素影响，如睾酮和雌激素可促使胸腺退化；注射糖皮质激素、促肾上腺皮质素等能使胸腺变小。